# ワンガヌイ国立公園
ワンガヌイ国立公園（あるいは、ファンガヌイ国立公園。Whanganui National Park）は、ニュージーランド・北島中央部（マナワツ・ワンガヌイ地方）に広がる国立公園である。1986年に、設立された。

## 概要
ワンガヌイ国立公園は、トンガリロ山に源流を持つニュージーランド第3の川であるファンガヌイ川（全長290キロメートル）の両岸に広がる国立公園である。もっとも、ファンガヌイ川自体は、国立公園内には組み込まれていない。

## 伝承と歴史
ファンガヌイ川にも、マオリの伝承が残る。トンガリロとタラナキ（タラナキ山）がタウポ湖湖畔のピハンガを巡って衝突をした。タラナキは、この三角関係を清算するために、ピハンガのそばを去ったほうがいいかどうかをルアペフに相談した。その結果、タラナキ山は、ピアンガのそばを離れ、西へと向かった。ファンガヌイ川は、そのタラナキの涙で満たされたというものである。
ファンガヌイ川とマオリの歴史は、彼らが上陸した約600年前からつながる。ファンガヌイ川は、北島の交通の結節点であり、マオリは、現在のウェリントン、ワイカト、タウポ、ベイ・オブ・プレンティへ移動する際には、この川を利用してきた。川の移動にはもっぱら、カヌーが利用された。
ヨーロッパ人がこの地方に集住を開始したのは、1840年代のことである。宣教師の一団は、ファンガヌイ川の渓谷の各地に村と礼拝堂を建設してきた。ファンガヌイ川に定期の船便が就航したのは、1891年のことである。河口のワンガヌイと上流部のタウマルヌイの間に就航した定期便では、多くの人々、郵便、貨物が運ばれた。その結果、1920年代には、道路の建設が完成したことにより定期の船便は役目を終えたが、一方で、ファンガヌイ川流域に観光業が勃興することとなった。

## 生態系

### 植物相

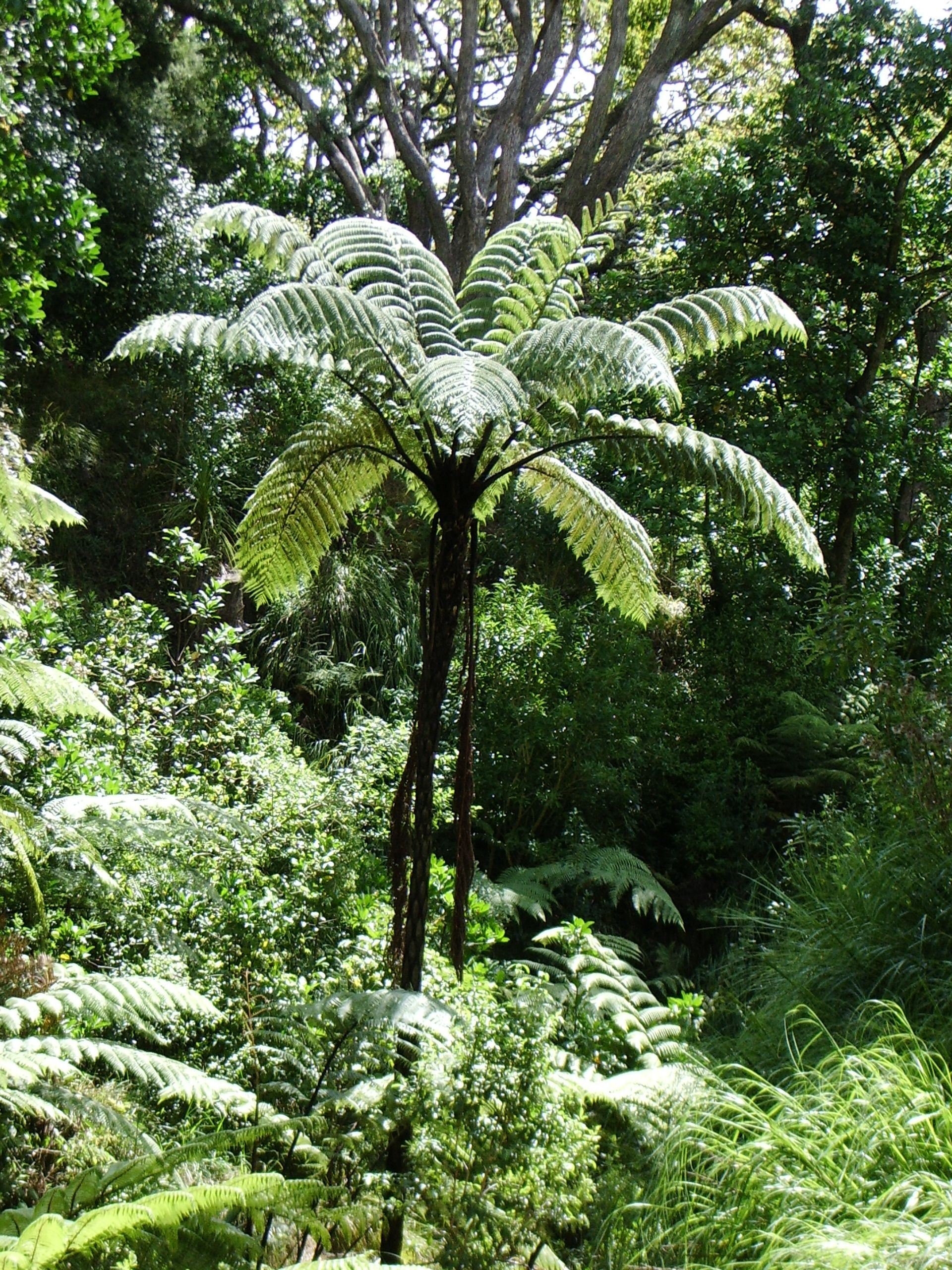
20メートルの高さにまで生長するシダ植物・ママク

ワンガヌイ国立公園は、ファンガヌイ川流域を中心に南北に展開するとともに高低差もあることから、さまざまな植物を見ることができる。その中でも、クノニア科のカマヒ（マオリ語: kāmahi、学名: Weinmannia racemosa）とクスノキ科のタワ（マオリ語: tawa; Beilschmiedia tawa）が木本植物としては中心となり、森の中には、20メートルの高さに成長するシダ植物ママク（マオリ語: mamaku; Cyathea medullaris）も繁茂する。常緑樹であるリム（マオリ語: rimu; 学名: Dacrydium cupressinum）、同じく常緑樹でマキ科のミロ（マオリ語: miro; 学名: Prumnopitys ferruginea、シノニム: Podocarpus ferrugineus）やトタラ（マオリ語: tōtara; Podocarpus totara）もまた、生育している。国立公園において、標高が低い森林で支配的になるのは、マキ科のカヒカテア（マオリ語: kahikatea; 学名: Dacrycarpus dacrydioides、シノニム: Podocarpus dacrydioides）やマタイ（マオリ語: mataī; 学名: Prumnopitys taxifolia）、ヤシ科のナガバハケヤシ（マオリ語: nīkau ニカウ; 学名: Rhopalostylis sapida）などである。フトモモ科オガサワラフトモモ属の Metrosideros robusta（マオリ語: rātā ラタ）も国立公園の低地に自生している。
国立公園内の乾燥している場所では、灌木のレッドビーチ（英語: red beech; 学名: Nothofagus fusca）やシルバービーチ（英語: silver beech; Nothofagus menziesii）が自生しており、また、公園内の急斜面には、センリョウ科のアスカリナ・ルキダ（マオリ語: hutu; 学名: Ascarina lucida）、フクシアなどを見ることができる。
ワンガヌイ国立公園内でも、移入種は問題となっており、その中でも、フジウツギ属、アカシア、ヤナギ、スイカズラ、オニグルミが問題となっている。上記の植物と比較して、問題は軽いものの、ハリエニシダとスイカズラ科の Leycesteria formosa も問題となっている。

### 動物相
ファンガヌイ川流域には、随所で人が入ることのできない場所が存在しており、その結果として、野鳥の楽園となっていると同時に、移入種の進出を妨げている。国立公園内でよく見られるのは、ニュージーランドオウギビタキ、ニュージーランドセンニョムシクイ、ハイムネメジロ、ニュージーランドヒタキ、ニュージーランドコマヒタキ、ニュージーランドミツスイ、ニュージーランドバト（マオリ語でケレル、Kererū）、エリマキミツスイ、シロモフアムシクイが一般的である。それ以外には、ミドリイワサザイ、キガシラアオハシインコやニュージーランドハヤブサも一般的に見ることができる。
ワンガヌイ国立公園は、キタジマキーウィのニュージーランドにおける最大の生息地である。また、急流地帯には、アオヤマガモが生息している。
ファンガヌイ川には、18種類の魚類および甲殻類の生息が確認されている。ニュージーランドオオウナギ、フクロヤツメ、ミナミザリガニ科のノーザンコウラ、カレイ科のブラックフラウンダーは豊富に取れる。コウモリのミゾクチコウモリやツギホコウモリも見られる。
ワンガヌイ国立公園の豊かな生態系の脅威となっているのは、ニュージーランドに移入されたヤギ、ブタ、鹿やポッサム、オコジョ、ネズミである。とりわけ、ポッサムは、雑食性で何でも食べる性質を持つため、最も脅威となっている。

## アクティビティ

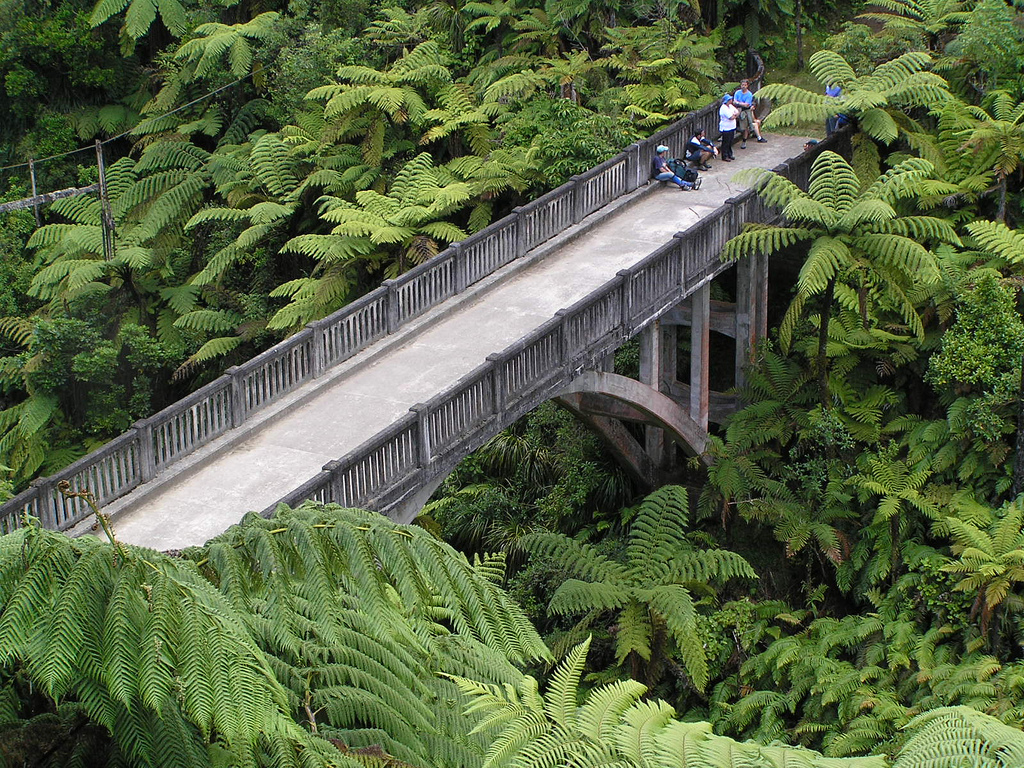
ブリッジ・トゥー・ノウウェア_(ニュージーランド)に架かるコンクリート製の橋

ニュージーランドで盛んなスポーツであるトレッキング（ニュージーランド英語でトランピング）をワンガヌイ国立公園でも楽しむことができる。6時間から8時間のコースのアテネ・スカイライン・トラック（Atene Skyline Track）、1から2時間のコースのアテネ・ヴューポイント・ウォーク（Atene Viewpoint Track）、1時間半のコースであるブリッジ・トゥー・ノーウェア・ウォーク（Bridge to Nowhere Walk）、およそ40キロメートルの行程で2から3日の日数が必要となるマンガプルア/カイワカウカ・トラック（Mangapurua/Kaiwhakauka Track）、行程42キロメートルで片道で3から5日を必要とするマテマテアオンガ・トラック（Matemateāonga Track）といったトレッキングコースがある。
ブタやヤギ、鹿を狩猟することは、このワンガヌイ国立公園内では奨励されている。そのため、狩猟の許可証を得たものは、10月1日から4月30日までの間は、公園内で狩猟することができる。
トランピングや狩猟以外でワンガヌイ国立公園内で行われるアクティビティは、やはり、全長290キロメートルのファンガヌイ川を利用したカヌーやボート、釣りである。ニュージーランド・グレート・ウォークスは、ニュージーランド国内9箇所のトレッキングコースであるが、ワンガヌイ国立公園内のワンガヌイ・ジャーニーだけはトレッキングコースではなく、タウマルヌイからピピリキまでの145キロメートルをカヌーやカヤックで下るルートである。ファンガヌイ川は、ジェットボートでも楽しむことができる。